# Cabinet Strauss I
État libre de Bavière
Goppel IV Strauss II
Le premier cabinet de Franz Josef Strauss était le gouvernement du Land de Bavière du 7 novembre 1978 au 27 octobre 1982, ce qui en fait le quatorzième gouvernement fédéré bavarois d'après-guerre.
Dirigé par l'ancien ministre fédéral chrétien-social Franz Josef Strauss, il était soutenu par la seule Union chrétienne-sociale en Bavière (CSU).

## Composition
| Portefeuille                                                          | Titulaire | Titulaire           | Parti |
| --------------------------------------------------------------------- | --------- | ------------------- | ----- |
| Ministre-président                                                    |           | Franz Josef Strauss | CSU   |
| Ministre de l'Intérieur                                               |           | Gerold Tandler      | CSU   |
| Ministre de la Justice Vice-Ministre-président                        |           | Karl Hillermeier    | CSU   |
| Ministre des Finances                                                 |           | Max Streibl         | CSU   |
| Ministre de l'Économie et des Transports                              |           | Anton Jaumann       | CSU   |
| Ministre de l'Alimentation, de l'Agriculture et des Forêts            |           | Hans Eisenmann      | CSU   |
| Ministre du Développement régional et des Questions environnementales |           | Alfred Dick         | CSU   |
| Ministre de l'Enseignement et de l'Éducation                          |           | Hans Maier          | CSU   |
| Ministre du Travail et de l'Ordre social                              |           | Fritz Pirkl         | CSU   |
| Ministre des Affaires fédérales                                       |           | Peter Schmidhuber   | CSU   |